# چاه شاه بیک قنبرزهی
چاه شاه بیک قنبرزهی روستایی در دهستان چشمه زیارت بخش مرکزی شهرستان زاهدان استان سیستان و بلوچستان ایران است.

## جمعیت
بر پایه سرشماری عمومی نفوس و مسکن در سال ۱۳۹۵ جمعیت این روستا ۳۶ نفر (۱۳خانوار) بوده‌است.